# Nicolas-Auguste Hesse

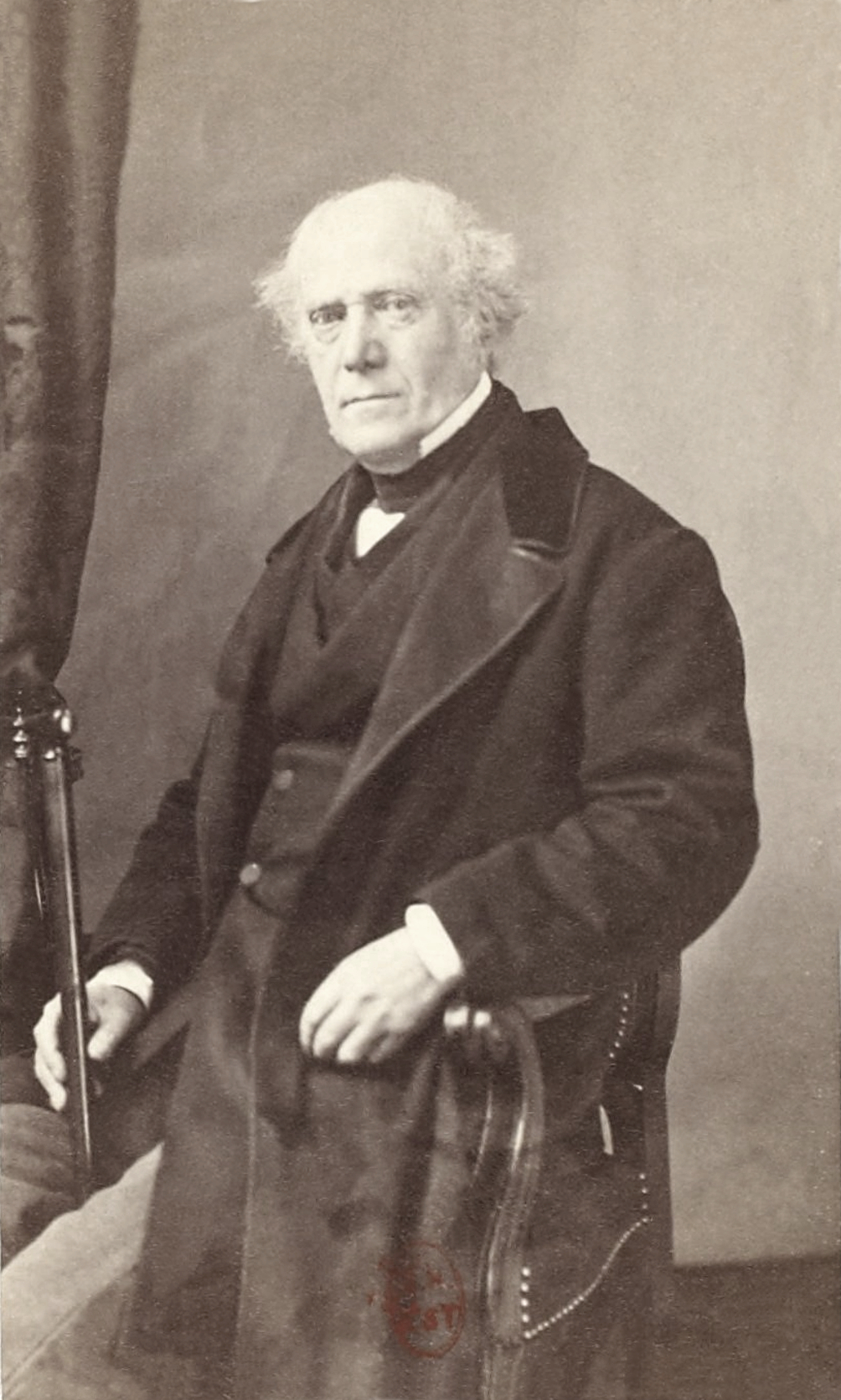
Nicolas-Auguste Hesse.

Nicolas-Auguste Hesse, född den 28 augusti 1795 i Paris, död där den 14 juni 1869, var en fransk målare. Han var farbror till Alexandre Hesse. 
Hesse var lärjunge av Gros och vann 1818 romerska priset med Filemon och Baucis. Han målade historiska scener (Mirabeau i États généraux 23 juni 1789 med flera), men valde sedermera företrädesvis religiösa uppgifter. Flera kyrkor i Paris äger målningar av Hesses hand. I Louvren finns hans Évanouissement de la Vierge (Maria vid Kristi grav).